# 徐时进 (明朝)
徐时进（1549年—1632年），明朝政治人物、作家。字见可，号九瀛先生，浙江宁波府鄞县人。

## 生平
嘉靖二十八年（1549年）己酉十月二十二日生。少年家中贫困，但发愤学习。萬曆七年己卯科浙江鄉試第四十二名舉人，萬曆二十三年（1605年）乙未科會試第九十五名，廷試二甲第十九名进士，禮部觀政，十月授南京工部屯田司主事，二十四年负责芜湖的水运和税务，又管节慎库，与利玛窦相识。二十六年回到朝中后，改任南京兵部职方司员外郎，不久升任郎中。万历二十八年（1600年），出任岳州府知府。万历二十七年（1599年）华容知县王绪以各店铺纳税困难，力请免徵商税，徐时进批准。二十九年冬，調任吉安府知府，万历三十年，调任荆州府知府。万历三十二年，徐父去世，回鄉守孝。丁外艰后回朝，重新启用，万历三十六年（1608年），补任惠州府知府，随擢广东巡按副使，监管惠州、潮州。萬曆三十八年，入京賀萬歲，上疏乞求退休，批准。
天启元年，再次启用為南京光禄寺少卿，不久改任太仆寺少卿，徐时进皆不就职。明熹宗特加大理寺卿致仕。崇祯五年（1632年）壬申六月十二日卒於家，年八十四。监军徐風垣是他的后人。

## 家族
曾祖徐钲。祖徐瀚，庠生。父徐友悦，庠生。母祝氏。严侍下。娶沈氏。

## 遗迹
- 今浙江宁波迎凤街上方井。[9]
- 今浙江宁波城内之欢喜巷，为明万历三十五年（1607年）徐时进与僧宏祥所建[需要較佳来源]。
- 今广东惠州境内之普济桥。

## 著作
徐时进著有《欧罗巴国记》，是已知最早记述欧洲的中文書籍。另有《啜墨亭集》、《鸠兹集》、《徐見可集》、《逸我堂余稿》等。